# Vórtice de Lamb-Oseen
En dinámica de fluidos, el vórtice de Lamb – Oseen modela una línea vórtice que decae debido a la viscosidad. Este vórtice recibe el nombre de Horace Lamb y Carl Wilhelm Oseen ya que  fueron ellos los descubridores.

Gráfico vectorial del campo de velocidad del vórtice de Lamb-Oseen.

Evolución de un vórtice de Lamb-Oseen en el aire en tiempo real. Las partículas de prueba que flotan libremente revelan el patrón de velocidad y vorticidad. (escala: la imagen tiene 20 cm de ancho)

## Descripción matemática
Oseen buscó una solución para las ecuaciones de Navier-Stokes en coordenadas cilíndricas {\displaystyle (r,\theta ,z)} con componentes de velocidad {\displaystyle (v_{r},v_{\theta },v_{z})} de la siguiente forma:
{\displaystyle v_{r}=0,\quad v_{\theta }={\frac {\Gamma }{2\pi r}}g(r,t),\quad v_{z}=0.}
donde {\displaystyle \Gamma } es la  circulación del núcleo del vórtice. Esto lleva a reducirse a las ecuaciones de Navier-Stokes  a
{\displaystyle {\frac {\partial g}{\partial t}}=\nu \left({\frac {\partial ^{2}g}{\partial r^{2}}}-{\frac {1}{r}}{\frac {\partial g}{\partial r}}\right)}
que cuando se somete a las condiciones que son regulares en {\displaystyle r=0} y se convierte en la unidad como {\displaystyle r\rightarrow \infty }, lleva a
{\displaystyle g(r,t)=1-\mathrm {e} ^{-r^{2}/4\nu t},}
donde {\displaystyle \nu } es la viscosidad  cinemática. En {\displaystyle t=0}  tenemos un vórtice potencial con una concentración de vorticidad en el
eje {\displaystyle z} y esta vorticidad se dispersa con el paso del tiempo.
El único componente de vorticidad no nula está en la dirección {\displaystyle z} dada por
{\displaystyle \omega _{z}(r,t)={\frac {\Gamma }{4\pi \nu t}}\mathrm {e} ^{-r^{2}/4\nu t}.}
El campo de presión simplemente asegura que el vórtice gire en la dirección de la circunferencia, proporcionando la fuerza centrípeta
{\displaystyle {\partial p \over \partial r}=\rho {v^{2} \over r},}
donde ρ es la densidad constante.